# Gorovo, Smolean
Gorovo (în bulgară Горово) este un sat în comuna Smolean, regiunea Smolean,  Bulgaria. 

## Demografie
Componența etnică a satului Gorovo
     Bulgari (57,89%)
     Nicio identificare (31,57%)
     Altele (10,52%)
La recensământul din 2011, populația satului Gorovo era de 38 locuitori. Din punct de vedere etnic, majoritatea locuitorilor (57,89%) erau bulgari. Pentru 31,57% din locuitori nu este cunoscută apartenența etnică.